# Pictura Veluvensis

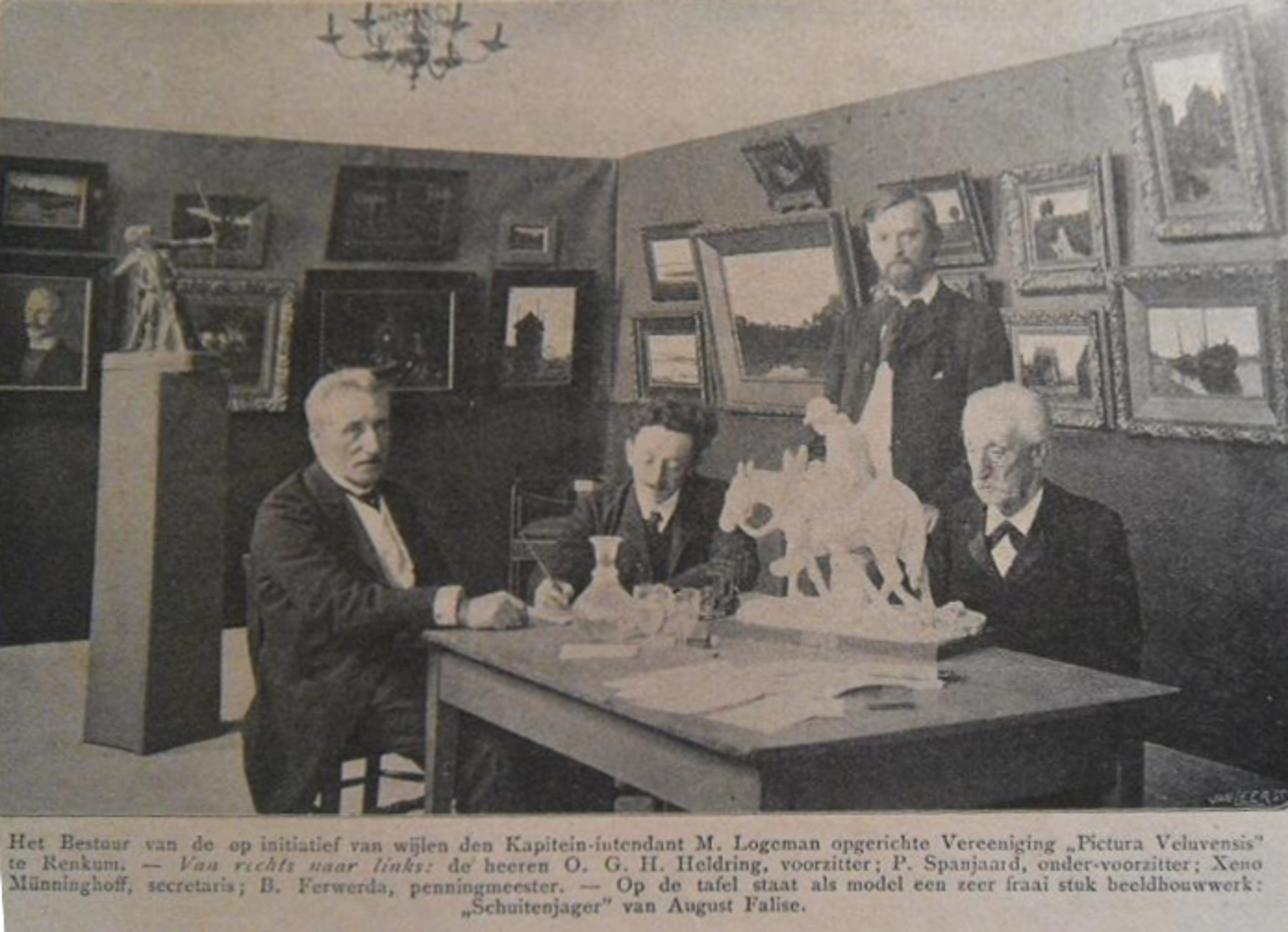
Het bestuur van Pictura Veluvensis in 1906 - Van links naar rechts: Barend Ferwerda (penningmeester), Xeno Münninghoff (secretaris), P. Spanjaard (onder-voorzitter), O.G.H. Heldring (voorzitter) (uit De Prins der Geïllustreerde Bladen van 18 augustus 1906

Pictura Veluvensis is een voormalig Nederlands kunstenaarscollectief.

## Historie
De kunstvereniging werd op 1 mei 1902 in Renkum opgericht door onder meer Théophile de Bock en Kapitein-intendant M. Logeman. De kunstvereniging wilde de belangstelling voor de kunst bevorderen en de samenwerking van de in Renkum en Heelsum wonende kunstenaars stimuleren. Pictura Veluvensis organiseerde jaarlijks een tentoonstelling van werk van de leden en van genodigde kunstenaars. Ook leden van de Haagse School, kunstenaars uit Bergen en Laren en leden van de Amsterdamse Joffers hebben meegedaan aan de exposities. 
Pictura Veluvensis was een bloeiende vereniging tot de economische crisis van 1929. Op 17 december 1935 is de vereniging opgeheven. Pictura Veluvensis kreeg na de oorlog een kortdurende doorstart in Wageningen. De daar woonachtige kunstenaars Ben van Londen en Dingeman van de Graaf waren de drijvende krachten. In het dorp Renkum was toen geen sprake meer van een georganiseerd verenigingsleven op het gebied van de beeldende kunst.
Pictura kan het best getypeerd worden als een exponent van de nabloei van de Haagse School. Bij de leden domineert het landschap. Ook stillevens of reisimpressies speelden een rol.

## Exposities
Onderstaand overzicht is niet volledig.
- 1902 - tentoonstelling Pictura Veluvensis[3]
- 1903 - jaarlijkse tentoonstelling Pictura Veluvensis[3]
- 1905 - Expositie in Stedelijk Museum te Zutphen van kunstportefeuille Pictura Veluvensis[3]
- 1907 - Jaarlijkse tentoonstelling PICTURA VELUVENSIS in het schoolgebouw bij de Wissel te Renkum[3]
- 1911 - Expositie Pictura Veluvensis[3]
- 1912 - 10e tentoonstelling Pictura Veluvensis[3]
- 2016 - Tentoonstelling Pictura Veluvensis in Kasteel Doorwerth
- 2019 - reprise van een in 1913 in Nunspeet gehouden tentoonstelling in het Noord-Veluws Museum in Nunspeet

## Schilders van Pictura Veluvensis
- Hendricus Alexander van Ingen 1846-1920
- Théophile de Bock 1851-1904
- Marie Wandscheer 1856-1936[4]
- Arnold Hendrik Koning 1860-1945[4]
- Charles Dankmeijer 1861-1923
- Alb. Beerends 1864-1941
- Cornelis Kuypers 1864-1932
- Paul Bodifée 1866-1938
- Anna Gildemeester 1867-1945
- Antoon Markus 1870-1955
- Hedwig Kleintjes-van Osselen 1871-1936
- Agatha Zethraeus 1872-1966
- Xeno Münninghoff 1873-1944
- C. Gerritsen 1875-1963
- Petrus Marinus van Walcheren 1876-1949
- Hendrik Cornelis van Mourik 1877-1944
- Tilly Münninghoff-van Vliet 1879-1960
- Jacoba Surie 1879-1970
- Wilhelmina Drupsteen 1880-1960
- Barend Ferwerda 1880-1958
- Jan van Vucht Tijssen 1884-1970
- Cornelia Baumann 1885-1971
- Netty Lensvelt 1882-1976
- François Albert Mooy 1885-1960
- C.J.G. Cool-van Oosten Slingeland 1887-1975
- Johanna Catharina de Kruijff van Dorssen 1892-1976
- Hein van Schuppen 1894-1979
- Johan Ponsioen 1900-1969
- Ben van Londen 1907-1987
- Dingeman van de Graaf 1911-1980